# 斯波坎国际机场
斯波坎国际机场（英語：Spokane International Airport）是一个位于斯波坎市中心以西8（5英里）的商业机场。该机场是华盛顿州东部斯波坎市、爱达荷州科達蓮以及邻近爱达荷州北部地区的主要门户机场，也是华盛顿州第二大机场。2010年输送旅客人次为三百万人。

## 历史
该机场的前身是1941年的日落飞行场（Sunset Field）。美国战争部后来将该机场买下并将其命名为Geiger飞行场。
第二次世界大战期间，该飞行场是美国第二航空队的一个主要训练基地，被用作B-17轰炸机重型轰炸单位的组队训练，并接收从西雅图波音工厂制造的新飞机。同时它也被空军技术服务指挥部使用，为飞机提供维护以及补给。附近的Deer Park机场与Felts飞行场则作为辅助设施。
Geiger飞行场于1945年关闭，由战争财产管理处接管，随后被转交给斯波坎县并逐渐发展成一个商业机场。1946年该机场取代Felts飞行场，成为斯波坎的民用机场。该机场部署了美国空军空中防御指挥部的拦截机单位，以保护附近汉福德区的核设施以及大古力水坝。在Geiger飞行场根据“多余物资法案“被分配给斯波坎市之后，它于1960年改为现在的名字。
目前的客运大楼由Warren C. Heylman与William Trogdon设计，于1965年落成使用。

## 客运大楼
斯波坎国际机场有两座客运大楼及三个大堂，A大堂与B大堂位于其中一座大楼，而C大堂则位于另一座。两个大楼由一条位于安检区以外的通道相连接。

### A大堂与B大堂

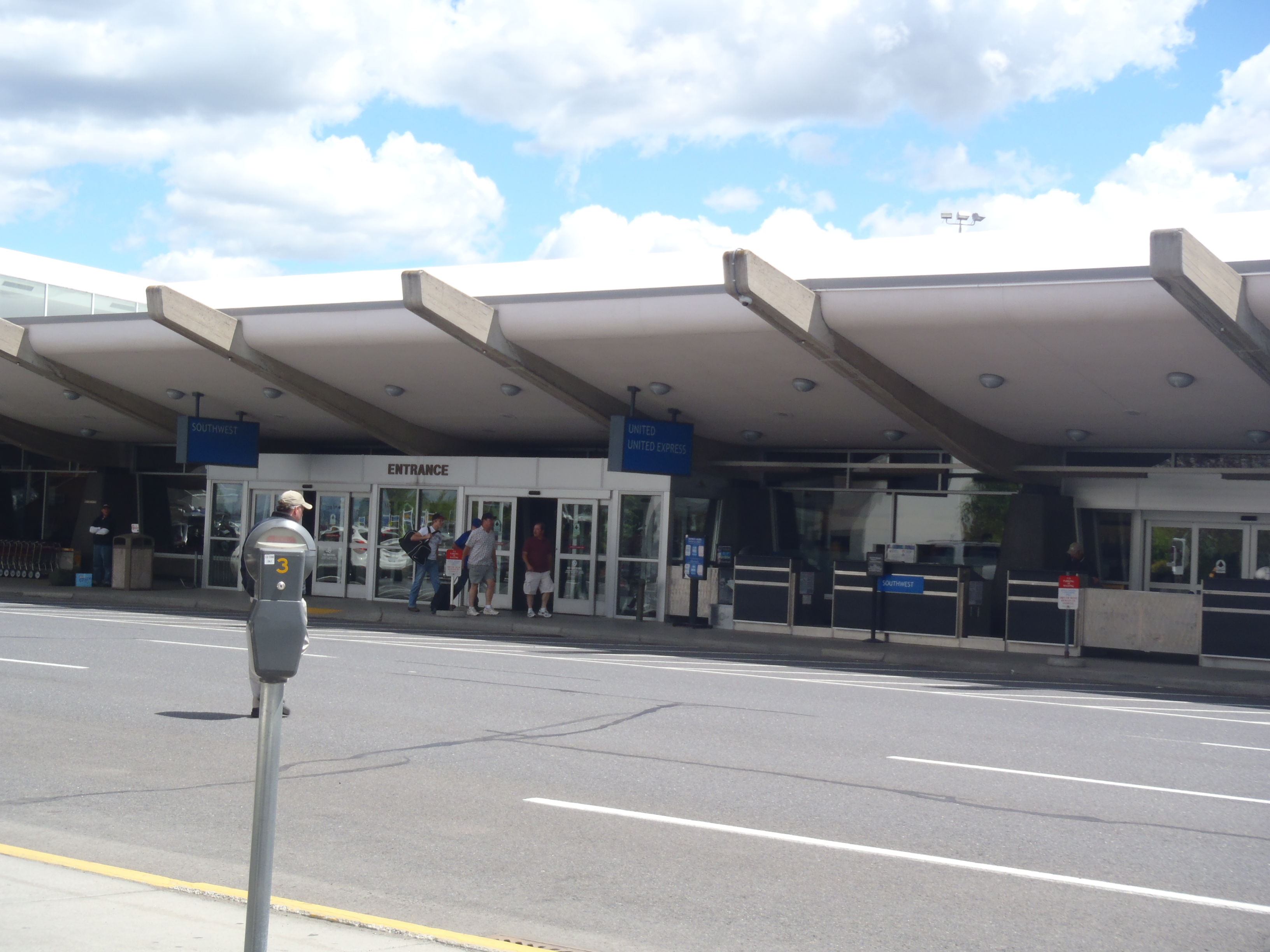
通往A大堂与B大堂办票区的入口

A大堂有5个登机口（11-15），B大堂有8个登机口（1-8），两个大堂之间由一个圆形大厅相连接，里面有商店及餐厅。

### C大堂
C大堂有9个登机口，分别是21-26以及30-32。阿拉斯加航空是该大堂的主要使用者。当前的C大堂在经过耗资200万美元的翻新与扩展工程之后，在2000年开始使用。

## 航点

### 客运

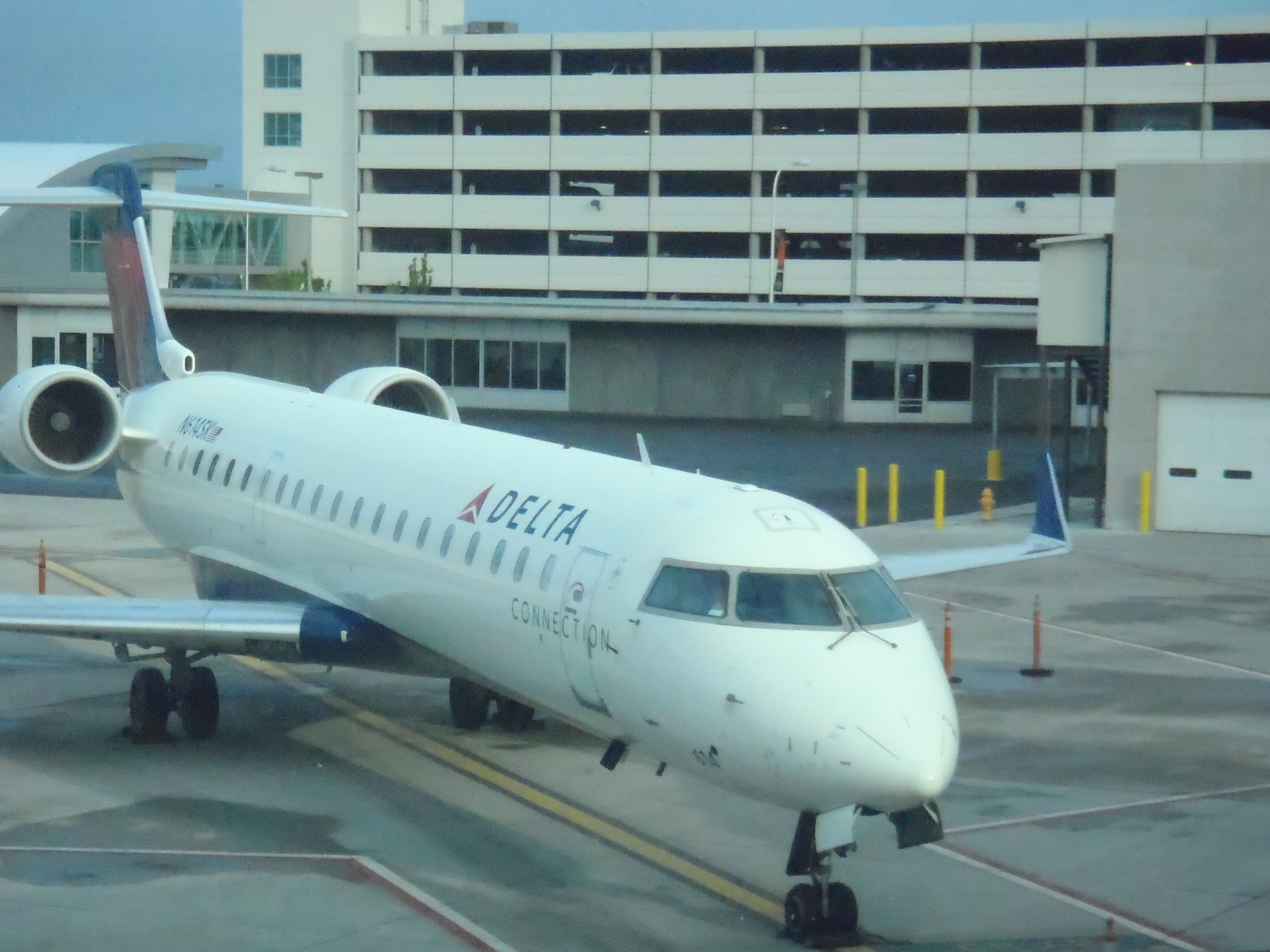
达美航空联运的CRJ-700客机向斯波坎国际机场B大堂的B6登机口滑行

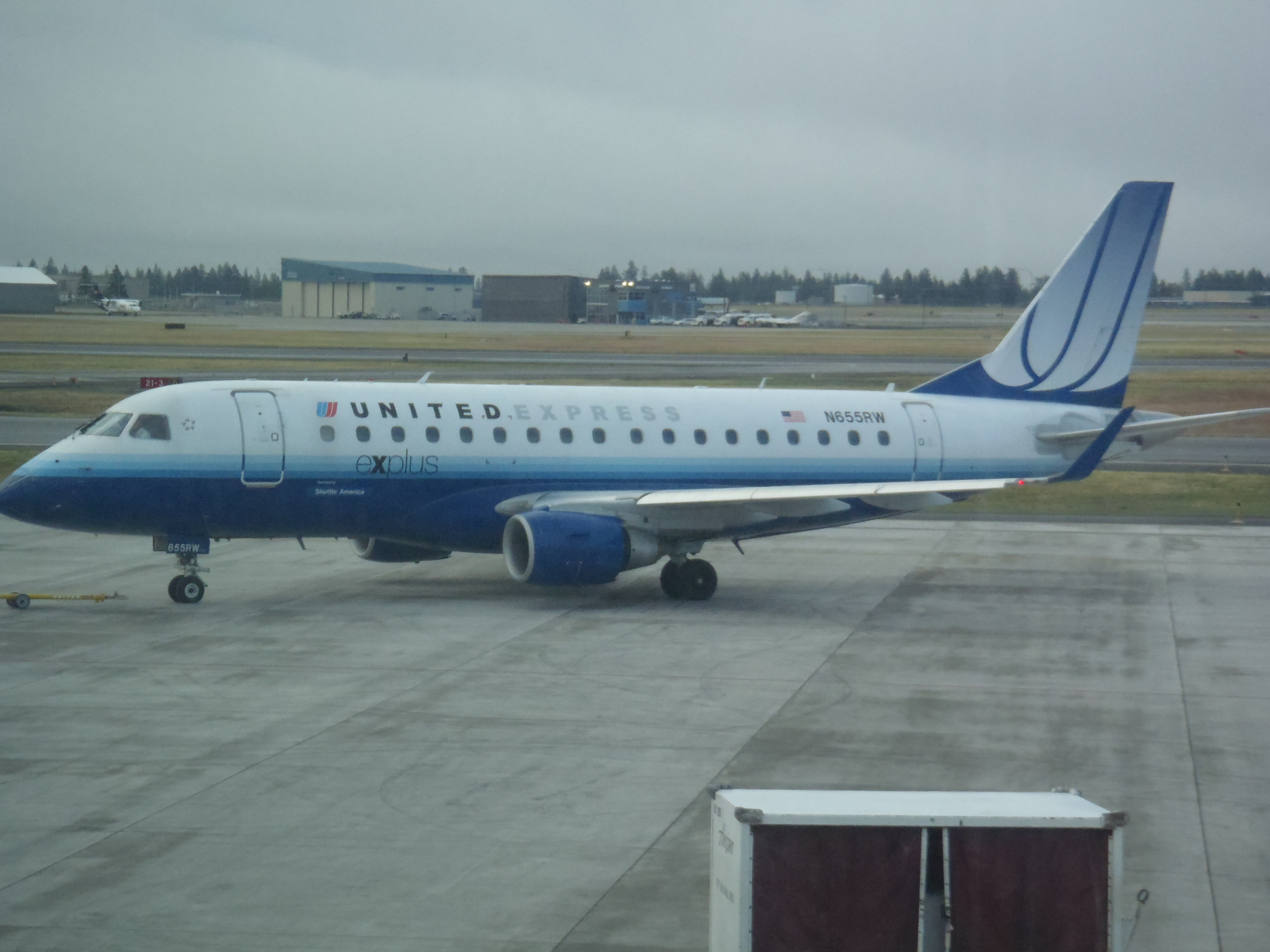
联合航空快运的一架离港的E170客机向跑道滑行

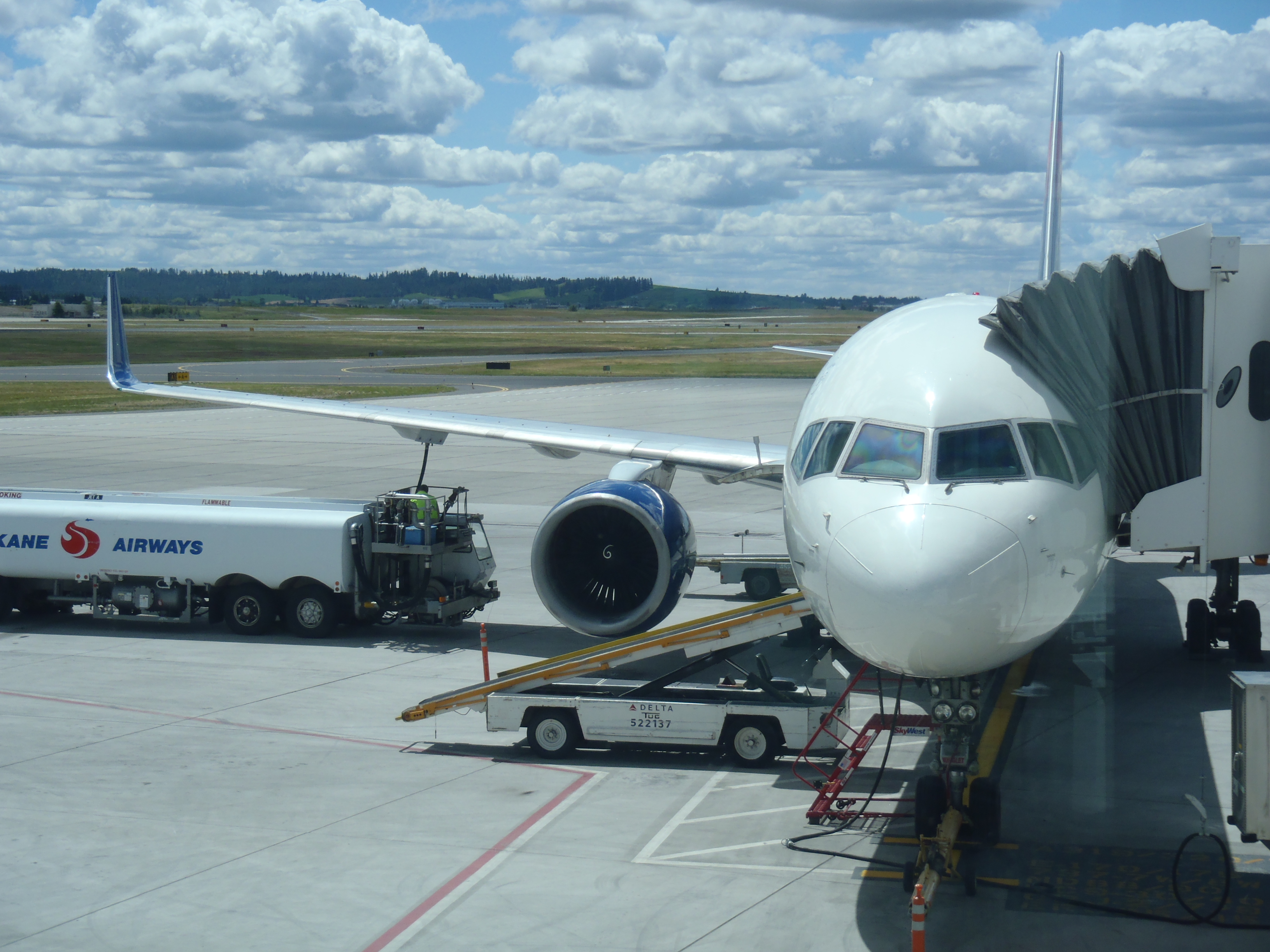
达美航空的一架波音757客机停靠在斯波坎国际机场B大堂的B8登机口

| 航空公司                          | 目的地                                                       | 大堂 |
| --------------------------------- | ------------------------------------------------------------ | ---- |
| 阿拉斯加航空                      | 西雅图                                                       | C    |
| 阿拉斯加航空 （由地平线航空营运） | 博伊西、波特兰 (俄勒冈州)、西雅图、埃弗里特 (华盛顿州)       | C    |
| 美国航空                          | 凤凰城                                                       | B    |
| 达美航空                          | 明尼阿波利斯、盐湖城 季节性: 亚特兰大                        | B    |
| 达美航空联运                      | 洛杉矶、盐湖城、西雅图 季节性: 明尼阿波利斯                  | B    |
| 西南航空                          | 博伊西、丹佛、拉斯维加斯、奥克兰、凤凰城 季节性: 芝加哥-中途 | A    |
| 联合航空                          | 丹佛                                                         | B    |
| 联合航空快运                      | 丹佛 季节性: 芝加哥–奥黑尔                                   | B    |

### 货运
| 航空公司                        | 目的地                                                                                         |
| ------------------------------- | ---------------------------------------------------------------------------------------------- |
| Airpac航空                      | 西雅图-波音                                                                                    |
| Ameriflight航空                 | 埃夫拉塔、刘易斯顿 (爱达荷州)、波特兰 (俄勒冈州)、西雅图-波音、三城 (华盛顿州)、韦纳奇、亚基马 |
| 联邦快递                        | 印第安纳波利斯、孟菲斯、奥克兰                                                                 |
| 联邦快递支线 （由帝国航空营运） | 拉格兰德（俄勒冈州）、刘易斯顿 (爱达荷州)、摩西湖市、彭德尔顿、温哥华、韦纳奇、亚基马          |
| UPS航空                         | 达拉斯/沃思堡、得梅因、路易维尔、波特兰 (俄勒冈州)、西雅图-波音、三城 (华盛顿州)、温哥华       |
| 西部快运航空                    | 博伊西、波特兰 (俄勒冈州)                                                                      |

## 交通
斯波坎公交在机场设有两个公交站，60路公交车连接机场与市中心。华盛顿州交通部也为机场提供了市际巴士服务，其运营的Gold Line提供每日两个班次开往斯波坎北部的鹿园以及水壶瀑布。